# Ambasada Chińskiej Republiki Ludowej w Polsce

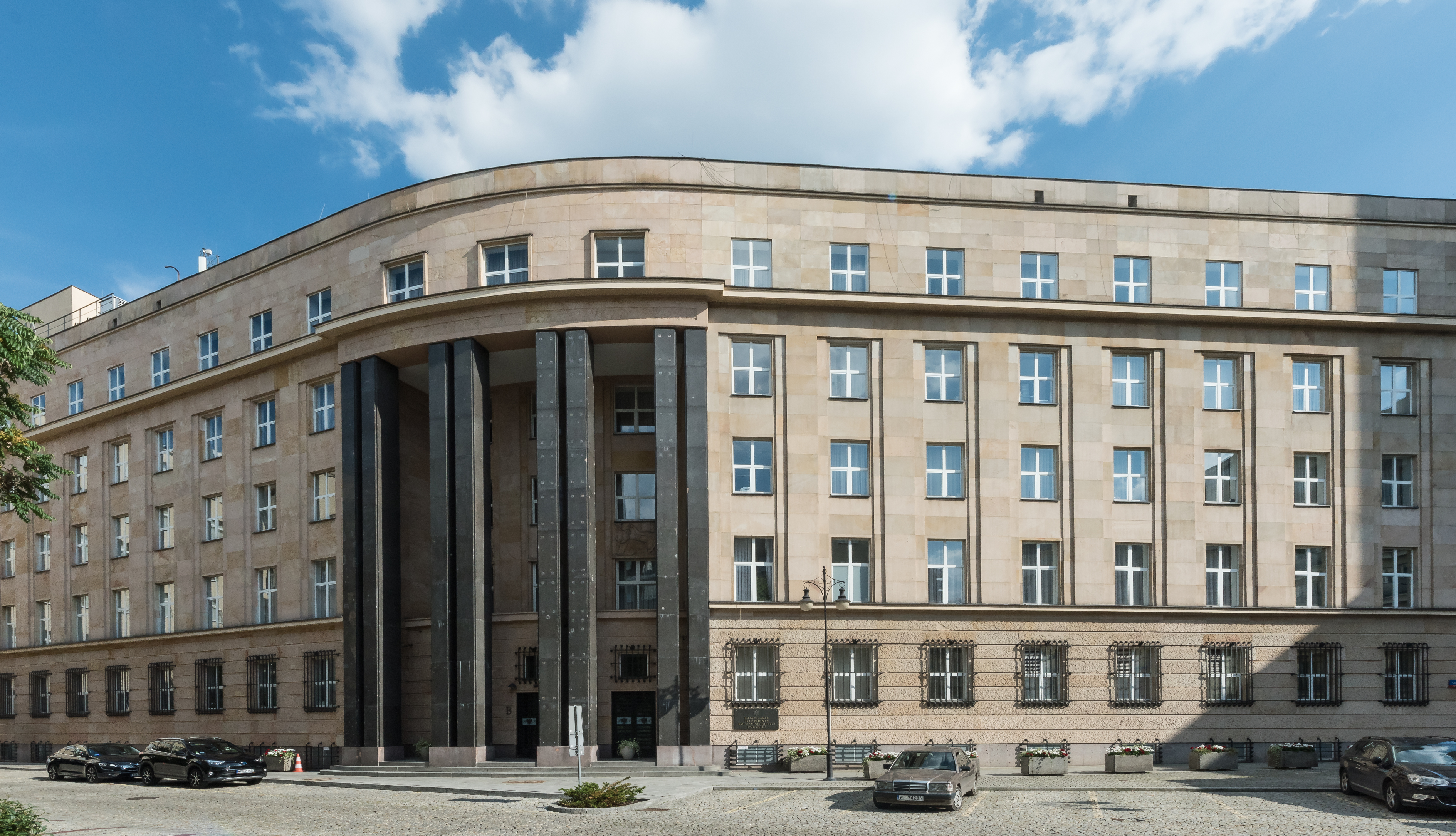
Siedziba Izby Przemysłowo-Handlowej (1938), dawna siedziba Poselstwa Chin, obecnie Kancelaria Prezydenta Rzeczypospolitej Polskiej

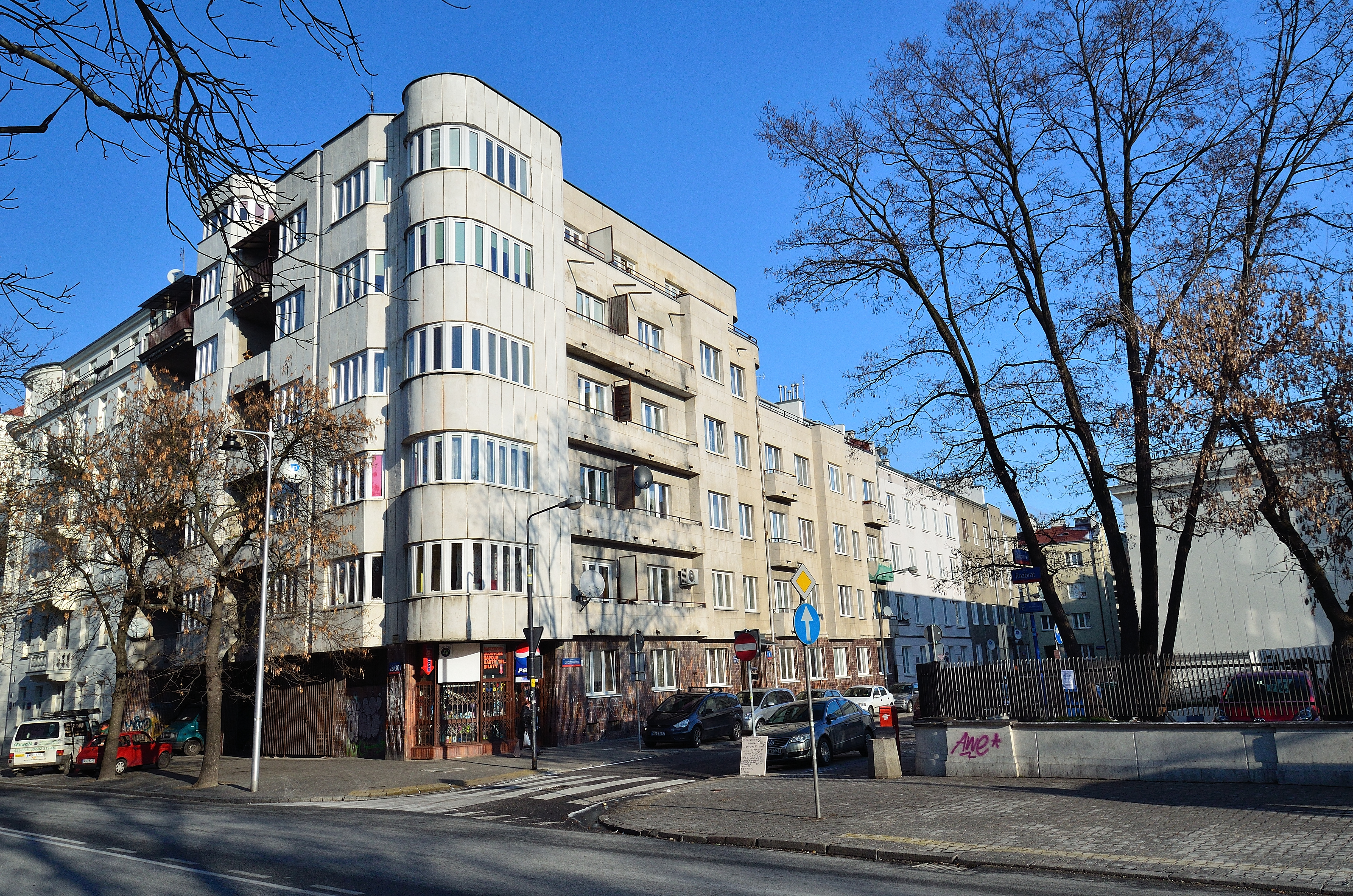
Dawna siedziba Poselstwa Chin w kamienicy W. Gutgelda przy ul. Rozbrat 28 (1938-1939)

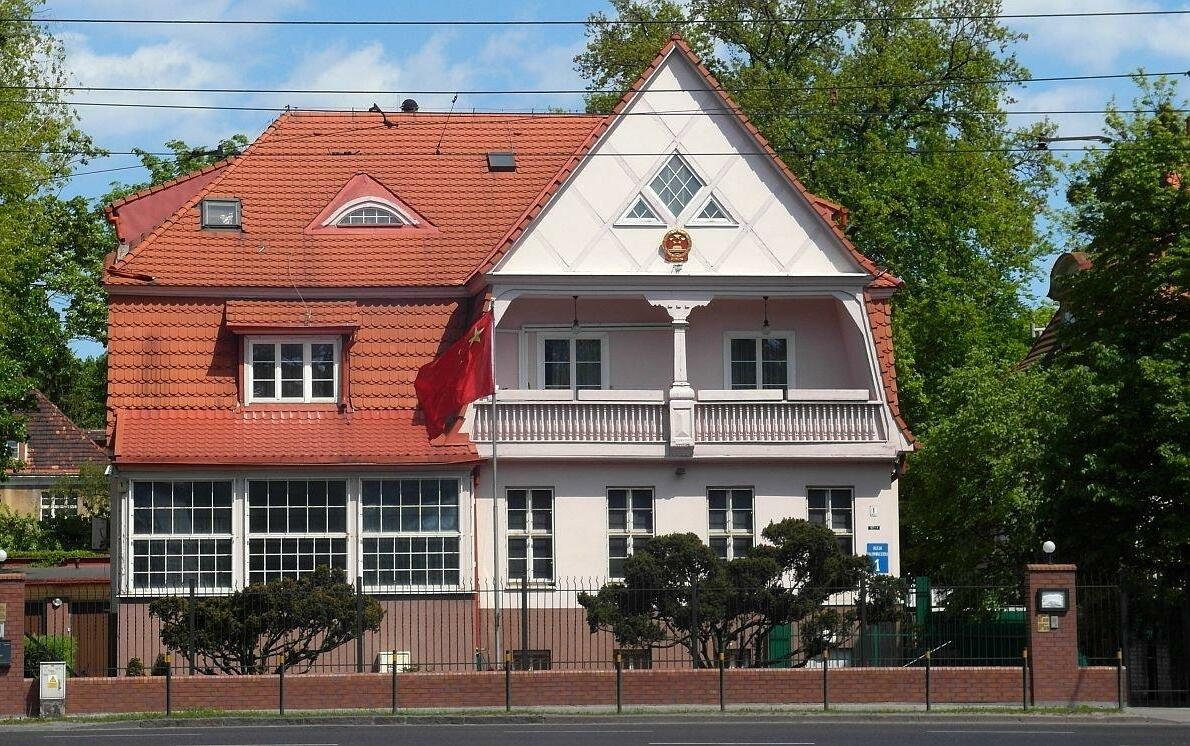
Konsulat Generalny ChRL w Gdańsku

Ambasada Chińskiej Republiki Ludowej w Polsce (chiń. 中华人民共和国驻波兰共和国大使馆) – chińska placówka dyplomatyczna mieszcząca się w Warszawie przy ul. Bonifraterskiej 1.

## Podział organizacyjny
- Wydział administracyjny
- Wydział edukacyjny
- Wydział handlowy
- Wydział konsularny
- Wydział kulturalny
- Wydział naukowo-techniczny
- Wydział polityczny
- Wydział wojskowy
- Konsulat Generalny w Gdańsku, al. Grunwaldzka 1
- Przedstawicielstwo Chińskiej Rady Promocji Handlu Zagranicznego (chiń. 中国国际贸易促进委员会, ang. China Council for the Promotion of International Trade), Warszawa, ul. Królewska 18

## Historia

### Stosunki z Republiką Chińską
Początek stosunków dyplomatyczno-konsularnych z Chinami datuje się od 1933, kiedy to władze Chin otworzyły poselstwo w Warszawie, z siedzibą w kamienicy „Pod Gryfami”/Fuchsów/Classenów przy pl. Trzech Krzyży 18 (1934), w willi Antoniego Kostaneckiego przy al. Frascati 10 (1936), obecnie nie istnieje, w gmachu Izby Przemysłowo-Handlowej przy ul. Wiejskiej 10 (1935-1937), następnie w kamienicy W. Gutgelda przy ul. Rozbrat 28 (1938-1939). Rezydencja posła była w Białym Pałacyku na Frascati (proj. Szymon Bogumił Zug) z 1779 (1934-1939).
Po II wojnie światowej Republika Chińska utrzymywała poselstwo w Warszawie do 10 listopada 1949, które w latach 1948–1949 znajdowało się przy ul. Słonecznej 3.

### Stosunki z ChRL
Stosunki z Chińską Republiką Ludową nawiązano w 1949. Pierwszy ambasador ChRL w Polsce rozpoczął urzędowanie w 1950 w budynku b. przedstawicielstwa Republiki Chińskiej przy ul. Słonecznej 3, następnie w al. Róż 5 (1951-1957). Biuro Radcy Handlowego umieszczono w kamienicy Wolskich przy ul. Flory 9 (1954-1957). W latach 1956–1959 wybudowano przy ulicy Bonifraterskiej kompleks budynków Ambasady Chin (proj. Romuald Gutt, Tadeusz Zieliński, Michał Gutt, Michał Glinka, Aleksander Kobzdej, Alina Scholtz, Lin Luo) w stylu funkcjonalizmu, wraz z budynkami mieszkalnymi i ogrodem.
Od 1954 konsulat ChRL funkcjonuje w Trójmieście, początkowo w Gdyni, od 1958 w Gdańsku - w willi Mackensena z 1910 przy ul. Małachowskiego 1 (1959-1962), m.in. wcześniej rezydencja konsula generalnego III Rzeszy (1937-1938), następnie w willi z ok. 1900 w al. Grunwaldzkiej 1 zajmowanej wcześniej m.in. przez Konsulat Stanów Zjednoczonych Ameryki (1947-1954).